# The Book of Love
Pour l’article homonyme, voir The Book of Love (chanson de The Monotones).
Pour plus de détails, voir Fiche technique et Distribution.
The Book of Love est un drame américain réalisé par Bill Purple, sorti en 2016.

## Synopsis
Henry est un architecte introverti. Après la mort de sa femme dans un accident de voiture, il vise à aider Millie, une adolescente sans-abri, pour construire un radeau pour naviguer à travers l'Atlantique.

## Fiche technique
Sauf indication contraire, les informations mentionnées dans cette section peuvent être confirmées par la base de données cinématographiques IMDb,  présente dans la section « Liens externes ».
- Titre original : The Book of Love
- Titre de travail : The Devil and the Deep Blue Sea
- Réalisation : Bill Purple
- Scénario : Robbie Pickering et Bill Purple
- Histoire : Bill Purple
- Direction artistique : Christina Eunji Kim
- Photographie : James M. Muro
- Monteuse : Tara Timpone
- Musique : Justin Timberlake et Mitchell Owens
- Producteur : Jessica Biel, Ross M. Dinerstein, Michelle Purple et Mike Landry
- Sociétés de production : C Plus Pictures, Campfire Stories Inc., The Darwin Collective et Iron Ocean Films
- Pays d'origine :  États-Unis
- Langue originale : anglais
- Format : couleur
- Genre : drame
- Dates de sortie[1] : 
  - États-Unis : 14 avril 2016 (festival du film de Tribeca)
  - États-Unis : 13 janvier 2017

## Distribution
- Maisie Williams : Millie
- Jessica Biel : Penny
- Jason Sudeikis : Henry
- Mary Steenburgen : Julia
- Orlando Jones : Cornelius « Dumbass » Thibadeaux
- Paul Reiser : Wendell
- Joshua Mikel : Thor Heyerdahl
- Jayson Warner Smith : oncle Glen
- Richard Robichaux : Pascal
- Cailey Fleming : Millie, jeune
- Russ Russo : David Perlman

## Bande originale
La musique du film est composée par Justin Timberlake et Mitchell Owens. L'album est disponible en téléchargement le 13 janvier 2017.

### Liste des titres
| No  | Titre                        | Interprète                             | Durée |
| --- | ---------------------------- | -------------------------------------- | ----- |
| 1.  | One of Those Stories         |                                        | 2:43  |
| 2.  | Temerity                     |                                        | 0:41  |
| 3.  | So                           |                                        | 2:05  |
| 4.  | It's Just Its Nature         |                                        | 2:30  |
| 5.  | She Likes the Rain           |                                        | 1:15  |
| 6.  | I Designed It                |                                        | 0:44  |
| 7.  | T-Bup                        |                                        | 0:58  |
| 8.  | The Shit                     |                                        | 2:59  |
| 9.  | That We Matter               |                                        | 1:00  |
| 10. | Pajamas                      |                                        | 1:21  |
| 11. | I'm Sorry                    |                                        | 0:57  |
| 12. | The Journal                  |                                        | 4:13  |
| 13. | Wink and Mug                 |                                        | 0:56  |
| 14. | The Detritus                 |                                        | 2:09  |
| 15. | As Dreamers Do               |                                        | 0:50  |
| 16. | The Munchies                 |                                        | 1:13  |
| 17. | As Dreamers Still Do         |                                        | 1:43  |
| 18. | It's a Raft                  |                                        | 1:59  |
| 19. | Treads                       |                                        | 1:04  |
| 20. | The Ballad of David Pearlman |                                        | 2:19  |
| 21. | Who Was That?                |                                        | 0:28  |
| 22. | A Phenomena                  |                                        | 1:05  |
| 23. | The Whole World is Crazy     |                                        | 3:44  |
| 24. | Now We Just Need Some Help   |                                        | 2:50  |
| 25. | Really Something             |                                        | 1:24  |
| 26. | Like a Hurricane             |                                        | 1:14  |
| 27. | She Was...                   |                                        | 1:45  |
| 28. | The People that Left a Mark  |                                        | 3:07  |
| 29. | The Book of Love             | - The Shadowboxers - Justin Timberlake | 3:38  |
| 30. | We'll Make It                |                                        | 2:40  |
| 31. | It's Just Our Story          |                                        | 4:16  |